# الدواحة (فلم)
الدَوّاحَة (بالفرنسية: Les Secrets، بالإنجليزية: Anonymes أو Buried Secrets) هو شريط سينمائي تونسي من إخراج رجاء عماري عام 2009، وهو ثاني أفلامها الطويلة.

## الممثلون
- حفصية حرزي، في دور عائشة
- ظافر العابدين، في دور علي
- سندس بلحسن، في دور راضية
- ريم البنا، في دور سلمى
- وسيلة داري، في دور الأم

## روابط خارجية
- مقالات تستعمل روابط فنية بلا صلة مع ويكي بيانات